# 니콘 D810
니콘 D810(Nikon D810)는 2014년 7월 출시된 니콘의 디지털 SLR 카메라이다. 니콘 D800의 후속 기종이다.
D810은 새로운 이미지 센서를 사용하였으며, 더욱 확장된 다이나믹 레인지를 지원한다. ISO는 최소 32에서 51,200까지 지원하며 새로운 EXPEED 프로세서와 노이즈 감소 기능, 조리개 수치에 따른 노이즈에 대한 효과적인 제어능력, 그리고 두배의 데이터 버퍼링 사이즈를 갖추고 있다. 연사능력은 초당 5장으로 1장 더 향상되었으며, 세로그립 장착시 D4용 베터리를 장착하여 베터리 수명을 늘릴 수 있다. 또한 D4S와 같은 1080p의 해상도 영상을 초당 60 프레임으로 촬영할 수 있다.

## 추가된 기능
- 보다 넓은 다이나믹 레인지를 갖춘 새로운 3709만 화소 (유효 화소 3630만 화소) 신형 풀프레임 센서
- 안티에일리어싱 필터 제거를 통한 표현력 향상

- 표준 감도 ISO 64-12,800, 확장 감도 ISO 32-51,200
- 광량 검출에 보다 효과적으로 증진된 마이크로 렌즈
- 새로운 니콘 EXPEED4 프로세서
- 기존 D800 배터리보다 30% 이상 더 사용 가능한 신형 배터리
- 효과적으로 두배 이상 증진된 버퍼 메모리[3]
- 풀프레임 촬영(FX)시 초당 5연사, APS-C 촬영(DX)시 7연사, 동영상 1080p해상도로 60p/50p 프레임 촬영
- 외부 레코더를 이용한 동시 녹화 기능 지원, 비압축 영상 기록,
- 니콘 D4s에 탑재된 것과 동일한 오토포커스 센서 채용, 그룹 에어리어 모드 지원
- 새로운 하이라이트 메터링 모드 지원, 저노출 그림자 및 하이라이트로 인한 영상 날림 방지, 각 클립에 지브라 스프라이트 패턴 대입 가능 및 최대 개방 조리게 메터링 뷰 비디오 지원
- 새로운 케블라 섬유를 이용한 셔터 사용, 진동 및 셔터 충격 완화. 새로운 벨런서 메커니즘을 도입해 보다 빠르고 계속된 연사 가능
- 향상된 진동 방지 리솔루션이 적용된 전자식 선막 셔터
- OLED 뷰파인더 디스플레이
- 타임랩스 촬영이 최대 9,999연사까지 가능해짐.
- 새로운 '픽쳐 컨트롤 2.0' 옵션이 추가됨.
- 새로운 3.2인치 122만 화소 서브 픽셀 렌더링 VAG LCD 디스플레이 탑재. 스플릿 스크린 디스플레이 옵션 사용 가능
- USB 3.0 인터페이스, HDMI(mini), 니콘 10핀 인터페이스, 3.5mm 스테레오 헤드폰 단자.
- '슈페리어' 방진 방습 적용[4]

## 같이 보기
- 풀프레임 DSLR